# Chó chăn cừu Anh cổ

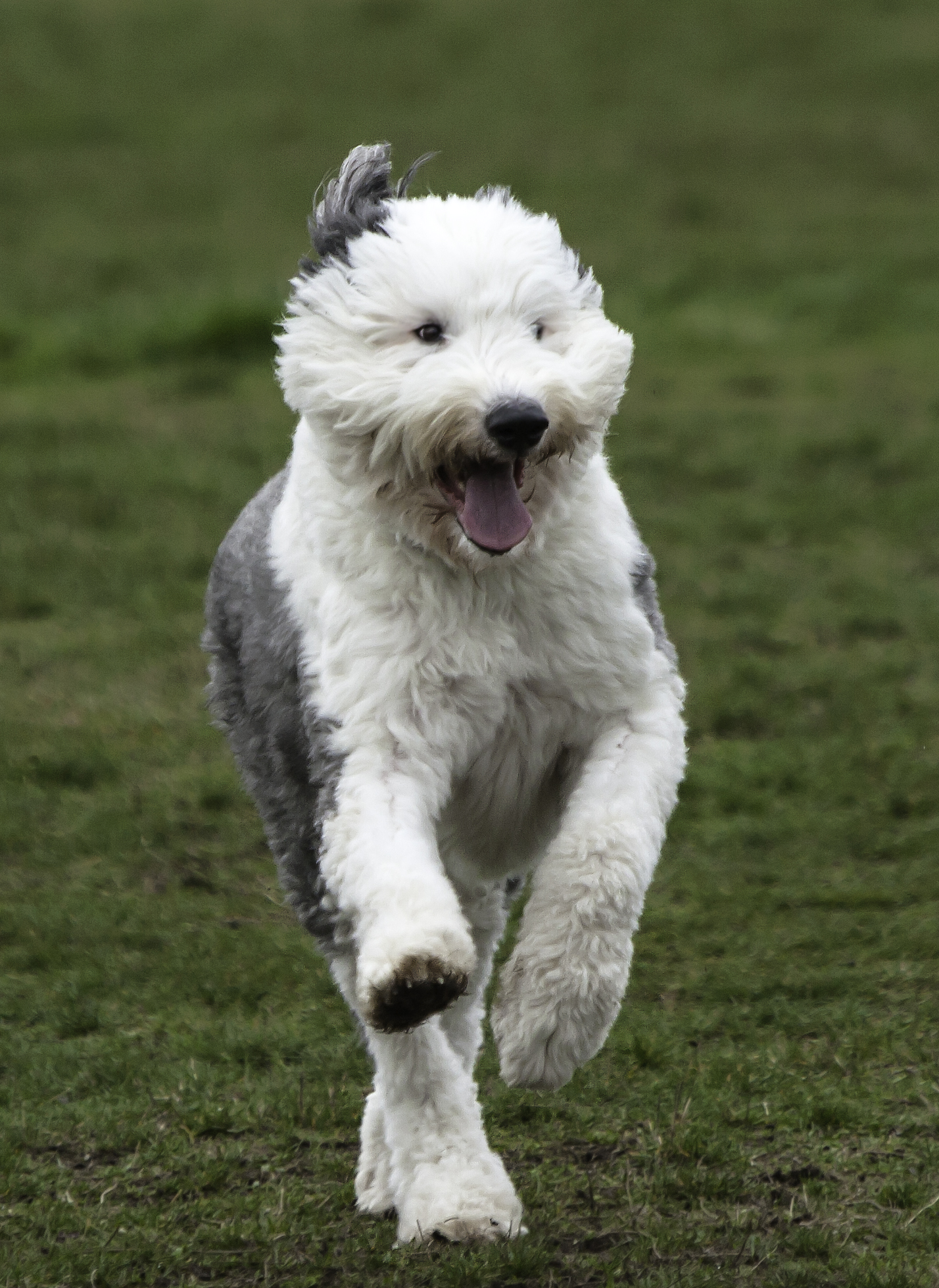
Một con chó chăn cừu Anh cổ xưa

Chó chăn cừu Anh Quốc (Old English Sheepdog) biệt danh là đuôi cộc (Bobtail) là giống chó chăn cừu cổ xưa, có nguồn gốc từ nước Anh. Đây là những chú chó thường xuyên làm việc và chúng luôn cố gắng lắng nghe khi là một thú cưng trong gia đình. Bobtail ngày trước được người Anh sử dụng làm chó chăn cừu. Giờ đây do chúng có ngoại hình rất nên được lai tạo thành chó cảnh, làm vật trang điềm cho các bà đầm (Lady).

## Lịch sử
Có nhiều giả thuyết về nguồn gốc của Chó chăn cừu Anh cổ. Một giả thuyết cho rằng nó liên quan tới giống chó Barbone và chó săn hươu (Deerhound). Giả thuyết thứ hai, nó liên quan tới giống chó Briard và chó Bergamasco. Và giả thuyết thứ ba là loài này là hậu duệ của loài chó Nga lông dài được gọi là Owtchar mà được mang tới Anh Quốc trên những con tầu từ Biển Baltic. Nó cũng có thể được tạo ra bằng việc lai giống giữa những con Bearded Collies và một số giống chó được mang tới Anh từ Nga, Biển Baltic, hoặc Pháp.
Những con chó chăn cừu Anh cổ được phát triển ở Miền Tây nước Anh bởi những người nông dân mà cần một thợ chăn cừu và gia súc dẻo dai để đưa những con cừu của họ ra chợ. Đến thế kỷ 19, loài này được sử dụng rộng rãi tại khu vực nông thôn. Thỉnh thoảng được gọi là "Cộc đuôi", đuôi của Chó chăn cừu Anh cổ thường bị cộc vào thế kỷ 18 vì cách để xác định những con chó chăn gia súc được miễn thuế. Những người nông dân xén lông chó vào mùa xuân khi họ xén lông cừu, và sau đó sử dụng lông chó để làm chăn và áo ấm.
Nhiều tài năng của giống chó này bao gồm: lượm đồ, chăn gia súc và canh gác. Old English Sheepdog hay Chó chăn cừu Anh cổ là một giống chó chăn gia súc tốt, nhưng nó cũng được sử dụng để chăn tuần lộc bởi vì chúng chịu đựng được giá rét cũng tốt. Nó lần đầu tiên được triển lãm tại Anh Quốc năm 1873. Chúng được công nhận và xếp vào nhóm: Chăn gia súc, chăn gia súc AKC. Được công nhận bởi:CKC, FCI, AKC, UKC, KCGB, CKC, ANKC, NKC, NZKC, APRI, ACR, DRA.

## Đặc điểm
Chúng thuộc nhóm chó canh gác và săn đuổi với tầm vóc con cái trên 56 cm còn con đực thì trên 61 cm, Old English Sheepdog là một giống chó lớn, thể hình vuông vắn, dẻo dai với bộ lông xù xì rậm rạp. Cơ thể khỏe mạnh, cân đối và cơ bắp. Lưng thoải dần từ vai xuống hông. Đường chéo xuống bất thường này là một đặc tính giống quan trọng. Ức rất sâu và ngực nở. Chân trước thẳng với những bàn chân nhỏ hướng thẳng phía trước.
Chiều cao và trọng lượng của con đực cao từ 56–61 cm, nặng 29 kg; con cái cao 51 cm, nặng 27 kg. Nhiều con có thể nặng tới hơn 45 kg. Trọng lượng của chúng đạt 44 kg. Đầu thủ lớn, khá vuông vắn được bao phủ bởi lông và mặt hơi gãy. Đôi tai nhỏ, cụp. Con chó có thể có mắt màu xanh hoặc nâu, hoặc mỗi mắt một màu như trên. Mũi lớn đen. Hàm răng khít như cặp kéo cắt. Loài này cộc đuôi bẩm sinh (như ngụ ý là Bobtail–Cộc đuôi) hoặc đuôi hoàn toàn cụt vì thế mới có biệt danh là đuôi cộc
Old English Sheepdog có bộ lông kép dài với lông bảo vệ thô và lông tơ mềm mại, mà bảo vệ con vật khỏi thời tiết. Màu lông xám, xanh mốc, xanh nhạt. Màu lông có thể chấp nhận là xanh, xám, xanh xám hoặc xanh lợt, thường kèm những mảng trắng. Thỉnh thoảng đôi chỗ trắng xuất hiện trên bộ lông có màu tối thẫm hơn. Loài này có một dáng đi như con gấu, tròn trịa và giọng sủa lúc vang xa, lúc thấp trầm dễ nhận thấy. Tiếng sủa của Old English Sheepdog nghe như tiếng chuông vỡ.
Chúng cần thiết dạo chơi. Tuổi thọ chúng từ10-12 năm. Sức khỏe chúng thường là khỏe mạnh mặc dù nhiều con có thể mắc chứng loạn sản xương hông và đục thủy tinh thể. Cũng có thể mắc chứng IMHA (Tan máu trung gian miễn nhiễm/Immune Mediated Hemolytic Anemia)

## Tập tính
Old English Sheepdog là một giống chó đáng yêu, thanh lịch như gấu Teddy. Tính cách dễ chịu và dễ thích nghi. Chúng thân thiện, thông minh, trung thành và bảo vệ. Nó yêu trẻ con và là một phần quan trọng trong gia đình. Nó có bản năng chăn gia súc mạnh mẽ và có thể cố gắng lùa mọi người trong gia đình, đặc biệt là trẻ nhỏ, không xô vào, không cắn, mà trái lại thật tốt với chúng. Chúng cần được dạy không được lùa mọi người. 

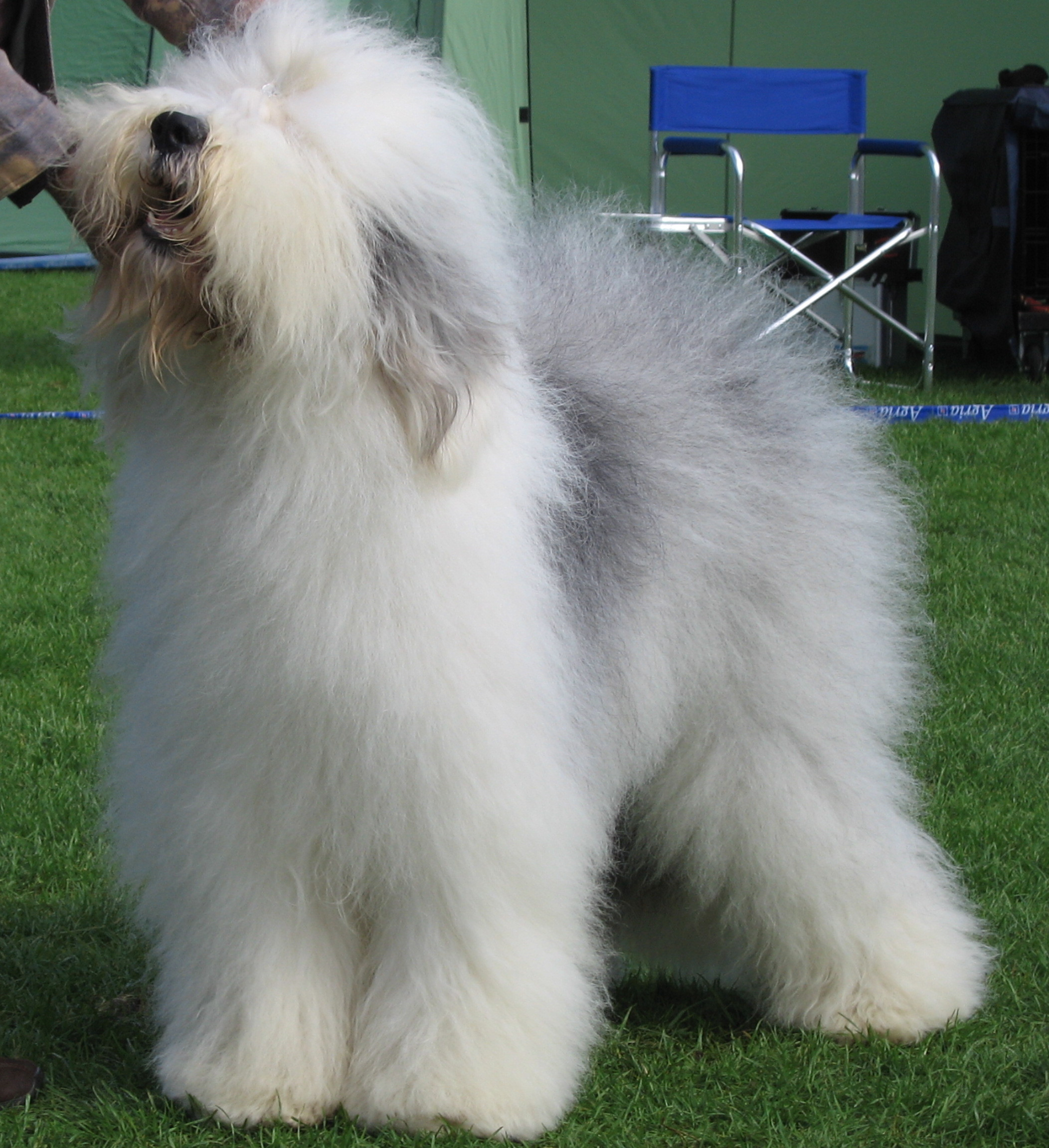
Một con chó chăn cừu Anh cổ xưa tại một cuộc triễn lãm

Chủ nhân mềm yếu hoặc thụ động mà không lập nguyên tắc trong nhà rõ ràng đối với con chó có thể làm cho nó khó bảo. Loài này cần sự dẫn dắt vững vàng, nhưng trầm tĩnh, tự tin và kiên định. Old English Sheepdog rất giỏi chăn gia suc và tiếp nhận sự chỉ bảo, nhưng không có xu hướng dự đoán mệnh lệnh hoặc tự làm theo ý muốn nếu chúng nghĩ chúng mạnh mẽ hơn chủ nhân.
Chúng có tính cách khỏe mạnh, tự tin, cần được huấn luyên kiên định, Cần gắn bó cũng gia đình, yêu thích trẻ con và thông minh. Với bộ lông xù um tùm của mình, chúng cần có sự chăm sóc đựac biệt. Đây là giống chó mà nếu muốn mua về nuôi cần phải đắn đo kỹ lưỡng, bởi nuôi chúng rất tốn công sức. Loài này vẫn duy trì sự trẻ trung và năng động trong nhiều năm, sau đó đột nhiên trở nên già dặn. Old English Sheepdog là một người bạn đồng hành tốt của gia đình.

## Chăm sóc
Điều kiện sống của chúng là khi chó chăn cừu Anh cổ sẽ thoải mái với cuộc sống căn hộ nếu được vận động đầy đủ. Chúng khá hiếu động trong nhà và sẽ thoải mái với một chiếc sân vừa phải. Những con chó này được phát triển để làm những công việc nặng nhọc và yêu thích chạy nhảy. Chúng cần được cho đi dạo hàng ngày, chạy rong hoặc chạy theo xe đạp. Trong khi ra ngoài đi dạo, con chó phải được chạy bên cạnh hoặc đằng sau xe đạp chủ, bởi vì trong tư tưởng con vật chủ nhân luôn dẫn đường, và rằng chủ nhân là người quyết định mọi việc.
Bộ lông dài, thô cần chăm sóc thường xuyên để giữ cho nó ở điều kiện tốt. Nếu không được chải đúng cách thường xuyên với bộ lông rậm, lớp lông tơ không thấm nước ít nhất 3 lần một tuần, bộ lông sẽ trở nên bắt bẩn và con cho có thể mắc những vấn đề về da bị truyền nhiễm bởi những động vật kí sinh. Gỡ những mớ lông rối cẩn thận để không bị xước da.
Một chiếc bàn chăm sóc sẽ làm cho toàn bộ công việc dễ dàng hơn. Nếu con chó không được triển lãm, bộ lông có thể được chăm sóc chuyên nghiệp bởi máy cắt lông hai tháng một lần hoặc nhiều hơn, khoảng 2,54 cm độ dài của lông. Thời xưa những con chó này được xén lông cùng với những con cừu. Cắt tỉa lông quanh mắt và thân sau với một chiếc kéo mũi tù. Loài này rụng lông nhiều theo mùa, thường vào mùa xuân (tháng 4–5). 